# Xã Willow, Quận Dallas, Arkansas
Xã Willow (tiếng Anh: Willow Township) là một xã thuộc quận Dallas, tiểu bang Arkansas, Hoa Kỳ. Năm 2010, dân số của xã này là 92 người.